# آلاسان پلئا
آلاسان پلِئا (فرانسوی: Alassane Pléa‎؛ زادهٔ ۱۰ مارس ۱۹۹۳) بازیکن فوتبال اهل فرانسه است.
از باشگاه‌هایی که در آن بازی کرده‌است می‌توان به لیون، اوسر، نیس و بروسیا مونشن‌گلادباخ اشاره کرد.